# Суиллий Цезонин
Суи́ллий Цезони́н (лат. Suillius Rufus Caesoninus; умер после 48 года) — древнеримский государственный деятель времён правления императора Клавдия, участник заговора Мессалины (48 год).

## Происхождение
Суиллий принадлежал к неименитому плебейскому роду, представители которого впервые упоминаются в сохранившихся письменных источниках, лишь начиная с I века. Известно, что его отцом являлся консул-суффект Публий Суиллий Руф, занимавший консульскую должность в период между 41 и 47 годом. Относительно матери Суиллия вопрос остаётся открытым: австрийский историограф Макс Флюсс прямо говорит, что «неизвестно, от какого брака произошёл Суиллий Цезонин» (в то время, как К. Цихориус вообще его даже не упоминает).
У Суиллия также был брат, Марк, достигший консулата в 50 году. Суиллий взял себе агномен «Цезонин» (Caesoninus) в честь жены Калигулы Милонии Цезонии, приходившейся его отцу сводной сестрой.

## Биография
Когда в 48 году супруга императора Клавдия, Валерия Мессалина, известная своим распутным поведением, в отсутствие мужа устроила «свадебную церемонию» со своим любовником Гаем Силием, Цезонин был одним из свидетелей мероприятия. Из-за этого его, по приказу всесильного либертина принцепса Тиберия Клавдия Нарцисса, арестовали и намеревались казнить. Однако Суиллий смог избежать наказания благодаря тому, что его, по словам Корнелия Тацита, «защитила собственная порочность, ибо на этих омерзительных сборищах он, словно женщина, предоставлял своё тело чужой похоти». Вскоре его сослали (возможно, на Балеарские острова), а когда пришедший к власти в Риме новый император, преемник Клавдия, Нерон в 55 году объявил об амнистии для ссыльных, Цезонин не подпал под её действие.